# Richard Birchall
Richard Birchall (sinh năm 1887) là một cầu thủ bóng đá người Anh thi đấu ở vị trí outside left.

## Sự nghiệp
Sinh ra ở Prescot, Birchall thi đấu cho St Helens Town, Bradford City và Carlisle United. Đối với Bradford City, ông có một lần ra sân ở Football League.